# Alexis Acanda Fuentes
Alexis Acanda Fuentes (nacido en Güines, provincia de La Habana, el 20 de junio de 1955) es un escultor cubano que ha desarrollado su trabajo en la cerámica y el diseño gráfico. 
Cursó sus estudios entre 1973-1975, con la especialidad de pintura en la Escuela de Artes Plásticas,de Nueva Gerona, Isla de la Juventud, Cuba.  En 1979 estudió Diseño Industrial,en G.D.R. 
Trabajó como diseñador entre 1975-1988 en la Fábrica de Cerámica de Nueva Gerona, Isla de la Juventud, CUBA y entre 1988-1989 fue profesor de Escuela de Nivel Medio Superior de Cerámica, Nueva Gerona, Isla de la Juventud, Cuba.

## Exposiciones personales
Logró presentar su obra en exposiciones personales en 1989 con "Alexis Acanda" en la Galería Municipal de Arte, Nueva Gerona y en 1992 con "Obras de la serie S.O.S. y otros temas" en el Castillo de la Real Fuerza, Habana, Cuba.

## Exposiciones colectivas
Entre sus numerosas presentaciones en muestras colectivas podemos citar su participación en todas las ediciones de la Bienal de Cerámica Pequeño Formato “Amelia Peláez” en el Castillo de la Real Fuerza, Habana, Cuba, entre el año 1991 y 1995. Así como en 1994 su participación en I Encuentro Internacional de Cerámica de Pequeño Formato, colateral a la Quinta Bienal de La Habana y en 1995 en "Cuban Art. The Last Sixty Years",Panamerican Art Gallery, Dallas, Texas, E.u.A. 

## Premios
Su labor como ceramista fue estimulada con reconocimientos como Premio en la II y III Bienal de Cerámica de Pequeño Formato Amelia Peláez," Castillo de la Real Fuerza, Habana, Cuba (2012).